# Armelie Lumanu
Armelie Kalonda Lumanu, née le 30 mars 1988, est une joueuse congolaise (RDC) de basket-ball. Elle est repêchée lors du repêchage WNBA 2010 par le Fever de l'Indiana.

## Compétitions FIBA
Lumanu preste dans les compétitions suivantes :
- Championnat d'Afrique féminin FIBA 2007 (7e)
- Championnat d'Afrique féminin FIBA 2005 (4e)
- Championnat du monde féminin U19 FIBA 2005 (11e)
- Championnat d'Afrique féminin U18 2004 ( médaille d'argent) [1].

## Vie privée
Lumanu s'est spécialisée en éducation physique à l'université d'État du Mississippi. Elle a un frère et une sœur.